# Sotavento

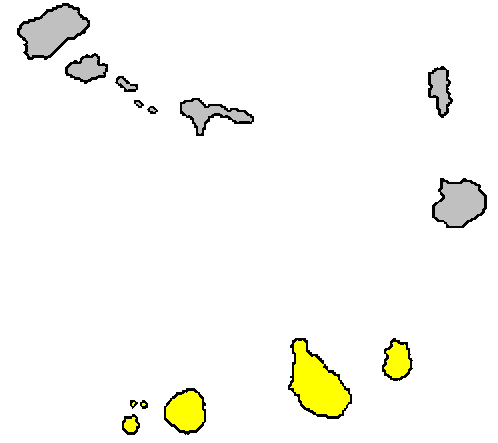
Sotavento

Sotavento, vilket betyder "öarna i lä", är den södra ögruppen i Kap Verde. De större bebodda öarna är
- Maio
- Santiago
- Fogo
- Brava